# GSC3169-149
GSC3169-149 — хімічно пекулярна зоря спектрального класу A2, що має видиму зоряну величину в смузі V приблизно  9,6.